# Campeonato Africano de Voleibol Masculino de 2023
O Campeonato Africano de Voleibol Masculino de 2023 foi a 24.ª edição deste torneio organizado bienalmente pela CAVB (CAVB). O torneio ocorreu no período de 3 a 13 de setembro, na cidade de Cairo, capital do Egito.
Os donos da casa conquistaram o nono título continental ao vencer a seleção da Argélia por 3 sets a 1 na final. Na disputa pelo terceiro lugar, a seleção da Líbia conquistou a medalha de bronze ao derrotar o Camarões também pelo placar de 3 sets a 1.
O levantador egípcio Hossam Abdalla foi eleito o melhor jogador do torneio.

## Equipes participantes
O torneio contou com a participação de 15 equipes.
| Grupo    | Equipe    | Última participação |
| A        |           |                     |
| -------- | --------- | ------------------- |
| A        | Egito     | 2021                |
| A        | Burundi   | 2021                |
| A        | Argélia   | 2019                |
| B        |           |                     |
| Tunísia  | 2021      |                     |
| Mali     | 2021      |                     |
| Tanzânia | 2021      |                     |
| Chade    | 2019      |                     |
| C        |           |                     |
| Camarões | 2021      |                     |
| Quênia   | 2021      |                     |
| Gana     | 2017      |                     |
| Líbia    | 2017      |                     |
| D        |           |                     |
| Marrocos | 2021      |                     |
| Ruanda   | 2021      |                     |
| Senegal  | 1997      |                     |
| Gâmbia   | Estreante |                     |

## Locais das partidas
| Cairo, Egito                            | Cairo, Egito                            | Cairo, Egito                            |
| Pavilhão Desportivo do Estádio do Cairo | Pavilhão Desportivo do Estádio do Cairo | Pavilhão Desportivo do Estádio do Cairo |
| Pavilhão 2                              | Pavilhão 3                              | Pavilhão 4                              |
| --------------------------------------- | --------------------------------------- | --------------------------------------- |
|                                         |                                         |                                         |
| Capacidade: 1 620                       | Capacidade: 720                         | Capacidade: 720                         |

## Critérios de classificação nos grupos
1. Número de vitórias;
2. Pontos;
3. Razão de sets;
4. Razão de pontos;
5. Resultado da última partida entre os times empatados.

- Placar de 3–0 ou 3–1: 3 pontos para o vencedor, nenhum para o perdedor;
- Placar de 3–2: 2 pontos para o vencedor, 1 para o perdedor.

## Fase de grupos
- As partidas seguem o horário local (UTC+2).

### Grupo A
|     |         |     | Jogos | Jogos | Jogos | Resultados | Resultados | Resultados | Resultados | Resultados | Resultados | Sets | Sets | Sets  | Pontos | Pontos | Pontos |
| Pos | Equipe  | Pts | T     | V     | D     | 3–0        | 3–1        | 3–2        | 2–3        | 1–3        | 0–3        | V    | P    | R     | V      | P      | R      |
| --- | ------- | --- | ----- | ----- | ----- | ---------- | ---------- | ---------- | ---------- | ---------- | ---------- | ---- | ---- | ----- | ------ | ------ | ------ |
| 1   | Argélia | 6   | 2     | 2     | 0     | 2          | 0          | 0          | 0          | 0          | 0          | 6    | 0    | MAX   | 150    | 99     | 1.515  |
| 2   | Egito   | 3   | 2     | 1     | 1     | 1          | 0          | 0          | 0          | 0          | 1          | 3    | 3    | 1,000 | 137    | 104    | 1.317  |
| 3   | Burundi | 0   | 2     | 0     | 2     | 0          | 0          | 0          | 0          | 0          | 2          | 0    | 6    | 0,000 | 66     | 150    | 0.440  |

| Data  | Hora  |         | Placar |         | Set 1 | Set 2 | Set 3 | Set 4 | Set 5 | Total | Relatório |
| ----- | ----- | ------- | ------ | ------- | ----- | ----- | ----- | ----- | ----- | ----- | --------- |
| 3 set | 21:00 | Egito   | 3–0    | Burundi | 25–11 | 25–8  | 25–10 |       |       | 75–29 | Relatório |
| 5 set | 10:00 | Burundi | 0–3    | Argélia | 10–25 | 9–25  | 18–25 |       |       | 37–75 | Relatório |
| 6 set | 18:00 | Argélia | 3–0    | Egito   | 25–21 | 25–22 | 25–19 |       |       | 75–62 | Relatório |

### Grupo B
|     |          |     | Jogos | Jogos | Jogos | Resultados | Resultados | Resultados | Resultados | Resultados | Resultados | Sets | Sets | Sets  | Pontos | Pontos | Pontos |
| Pos | Equipe   | Pts | T     | V     | D     | 3–0        | 3–1        | 3–2        | 2–3        | 1–3        | 0–3        | V    | P    | R     | V      | P      | R      |
| --- | -------- | --- | ----- | ----- | ----- | ---------- | ---------- | ---------- | ---------- | ---------- | ---------- | ---- | ---- | ----- | ------ | ------ | ------ |
| 1   | Tunísia  | 9   | 3     | 3     | 0     | 3          | 0          | 0          | 0          | 0          | 0          | 9    | 0    | MAX   | 225    | 108    | 2.083  |
| 2   | Chade    | 6   | 3     | 2     | 1     | 2          | 0          | 0          | 0          | 0          | 1          | 6    | 3    | 2,000 | 198    | 208    | 0.952  |
| 3   | Tanzânia | 3   | 3     | 1     | 2     | 0          | 1          | 0          | 0          | 0          | 2          | 3    | 7    | 0.429 | 206    | 247    | 0.834  |
| 4   | Mali     | 0   | 3     | 0     | 3     | 0          | 0          | 0          | 0          | 1          | 2          | 1    | 9    | 0.111 | 178    | 244    | 0.730  |

| Data  | Hora  |          | Placar |          | Set 1 | Set 2 | Set 3 | Set 4 | Set 5 | Total | Relatório |
| ----- | ----- | -------- | ------ | -------- | ----- | ----- | ----- | ----- | ----- | ----- | --------- |
| 4 set | 16:00 | Tunísia  | 3–0    | Mali     | 25–8  | 25–14 | 25–7  |       |       | 75–29 | Relatório |
| 4 set | 18:00 | Chade    | 3–0    | Tanzânia | 25–19 | 33–31 | 25–23 |       |       | 83–73 | Relatório |
| 5 set | 10:00 | Mali     | 1–3    | Tanzânia | 18–25 | 22–25 | 25–17 | 24–26 |       | 89–93 | Relatório |
| 5 set | 16:00 | Tunísia  | 3–0    | Chade    | 25–10 | 25–10 | 25–19 |       |       | 75–39 | Relatório |
| 6 set | 14:00 | Chade    | 3–0    | Mali     | 26–24 | 25–17 | 25–19 |       |       | 76–60 | Relatório |
| 6 set | 14:00 | Tanzânia | 0–3    | Tunísia  | 10–25 | 13–25 | 17–25 |       |       | 40–75 | Relatório |

### Grupo C
|     |          |     | Jogos | Jogos | Jogos | Resultados | Resultados | Resultados | Resultados | Resultados | Resultados | Sets | Sets | Sets  | Pontos | Pontos | Pontos |
| Pos | Equipe   | Pts | T     | V     | D     | 3–0        | 3–1        | 3–2        | 2–3        | 1–3        | 0–3        | V    | P    | R     | V      | P      | R      |
| --- | -------- | --- | ----- | ----- | ----- | ---------- | ---------- | ---------- | ---------- | ---------- | ---------- | ---- | ---- | ----- | ------ | ------ | ------ |
| 1   | Líbia    | 9   | 3     | 3     | 0     | 1          | 2          | 0          | 0          | 0          | 0          | 9    | 2    | 4.500 | 265    | 235    | 1.128  |
| 2   | Camarões | 6   | 3     | 2     | 1     | 1          | 1          | 0          | 0          | 1          | 0          | 7    | 4    | 1.750 | 269    | 237    | 1.135  |
| 3   | Quênia   | 2   | 3     | 1     | 2     | 0          | 0          | 1          | 0          | 1          | 1          | 4    | 8    | 0.500 | 246    | 273    | 0.901  |
| 4   | Gana     | 1   | 3     | 0     | 3     | 0          | 0          | 0          | 1          | 1          | 1          | 3    | 9    | 0.333 | 237    | 272    | 0.871  |

| Data  | Hora  |          | Placar |          | Set 1 | Set 2 | Set 3 | Set 4 | Set 5 | Total  | Relatório |
| ----- | ----- | -------- | ------ | -------- | ----- | ----- | ----- | ----- | ----- | ------ | --------- |
| 4 set | 12:00 | Líbia    | 3–1    | Gana     | 25–23 | 18–25 | 25–15 | 25–20 |       | 93–83  | Relatório |
| 4 set | 18:00 | Quênia   | 1–3    | Camarões | 22–25 | 20–25 | 26–24 | 17–25 |       | 85–99  | Relatório |
| 5 set | 12:00 | Gana     | 0–3    | Camarões | 19–25 | 17–25 | 19–25 |       |       | 55–75  | Relatório |
| 5 set | 18:00 | Líbia    | 3–0    | Quênia   | 25–23 | 25–22 | 25–12 |       |       | 75–57  | Relatório |
| 6 set | 16:00 | Quênia   | 3–2    | Gana     | 23–25 | 25–21 | 16–25 | 25–17 | 15–11 | 104–99 | Relatório |
| 6 set | 16:00 | Camarões | 1–3    | Líbia    | 25–27 | 22–25 | 25–20 | 23–25 |       | 95–97  | Relatório |

### Grupo D
|     |          |     | Jogos | Jogos | Jogos | Resultados | Resultados | Resultados | Resultados | Resultados | Resultados | Sets | Sets | Sets  | Pontos | Pontos | Pontos |
| Pos | Equipe   | Pts | T     | V     | D     | 3–0        | 3–1        | 3–2        | 2–3        | 1–3        | 0–3        | V    | P    | R     | V      | P      | R      |
| --- | -------- | --- | ----- | ----- | ----- | ---------- | ---------- | ---------- | ---------- | ---------- | ---------- | ---- | ---- | ----- | ------ | ------ | ------ |
| 1   | Marrocos | 9   | 3     | 3     | 0     | 3          | 0          | 0          | 0          | 0          | 0          | 9    | 0    | MAX   | 226    | 167    | 1.353  |
| 2   | Ruanda   | 6   | 3     | 2     | 1     | 1          | 1          | 0          | 0          | 0          | 1          | 6    | 4    | 1.500 | 230    | 201    | 1.144  |
| 3   | Gâmbia   | 2   | 3     | 1     | 2     | 0          | 0          | 1          | 0          | 1          | 1          | 4    | 8    | 0.500 | 241    | 269    | 0.896  |
| 4   | Senegal  | 1   | 3     | 0     | 3     | 0          | 0          | 0          | 1          | 0          | 2          | 2    | 9    | 0.222 | 202    | 262    | 0.771  |

| Data  | Hora  |          | Placar |          | Set 1 | Set 2 | Set 3 | Set 4 | Set 5 | Total  | Relatório |
| ----- | ----- | -------- | ------ | -------- | ----- | ----- | ----- | ----- | ----- | ------ | --------- |
| 4 set | 16:00 | Marrocos | 3–0    | Ruanda   | 25–17 | 25–18 | 26–24 |       |       | 76–59  | Relatório |
| 4 set | 12:00 | Gâmbia   | 1–3    | Ruanda   | 11–25 | 11–25 | 25–20 | 24–26 |       | 71–96  | Relatório |
| 5 set | 16:00 | Senegal  | 0–3    | Marrocos | 17–25 | 21–25 | 12–25 |       |       | 50–75  | Relatório |
| 5 set | 12:00 | Marrocos | 3–0    | Gâmbia   | 25–20 | 25–23 | 25–15 |       |       | 75–58  | Relatório |
| 6 set | 12:00 | Ruanda   | 3–0    | Senegal  | 25–21 | 25–16 | 25–17 |       |       | 75–54  | Relatório |
| 6 set | 12:00 | Senegal  | 2–3    | Gâmbia   | 25–22 | 14–25 | 19–25 | 27–25 | 13–15 | 98–112 | Relatório |

## Fase final
- As partidas seguem o horário local (UTC+2).

### 9º – 15º lugar
|  | 9º – 15º lugar | 9º – 15º lugar |                |   | 9º – 12º lugar | 9º – 12º lugar |  |  | 9º lugar | 9º lugar |
|  |                |                |                |   |                |                |  |  |          |          |
|  | 9 de setembro  |                |                |   |                |                |  |  |          |          |
|  |                |                |                |   |                |                |  |  |          |          |
|  | Gana           | 3              |                |   |                |                |  |  |          |          |
|  | Gana           | 3              | 11 de setembro |   |                |                |  |  |          |          |
|  | Tanzânia       | 1              |                |   |                |                |  |  |          |          |
|  | Tanzânia       | 1              | Gana           | 3 |                |                |  |  |          |          |
|  |                |                | Gana           | 3 |                |                |  |  |          |          |
|  |                | Gâmbia         | 2              |   |                |                |  |  |          |          |
|  | Gâmbia         | Gâmbia         | 2              |   |                |                |  |  |          |          |
|  |                |                | 12 de setembro |   |                |                |  |  |          |          |
|  | —              | —              |                |   |                |                |  |  |          |          |
|  | —              | —              | Gana           | 2 |                |                |  |  |          |          |
|  | 9 de setembro  |                | Gana           | 2 |                |                |  |  |          |          |
|  |                | Quênia         | 3              |   |                |                |  |  |          |          |
|  | Mali           | Quênia         | 3              | 0 |                |                |  |  |          |          |
|  | Mali           | 11 de setembro |                | 0 |                |                |  |  |          |          |
|  | Quênia         | 3              |                |   |                |                |  |  |          |          |
|  | Quênia         | 3              | Quênia         | 3 |                |                |  |  |          |          |
|  | 9 de setembro  |                | Quênia         | 3 |                |                |  |  |          |          |
|  |                | Senegal        | 0              |   | 11º lugar      | 11º lugar      |  |  |          |          |
|  | Senegal        | Senegal        | 0              | 3 | 11º lugar      | 11º lugar      |  |  |          |          |
|  | Senegal        |                | 12 de setembro | 3 |                |                |  |  |          |          |
|  | Burundi        | 0              |                |   |                |                |  |  |          |          |
|  | Burundi        | 0              | Gâmbia         | 0 |                |                |  |  |          |          |
|  |                |                |                |   |                |                |  |  |          |          |
|  | Senegal        | 3              |                |   |                |                |  |  |          |          |
|  | Senegal        | 3              |                |   |                |                |  |  |          |          |

|  | 13º – 15º lugar | 13º – 15º lugar |          |   | 13º lugar | 13º lugar |
|  |                 |                 |          |   |           |           |
|  |                 |                 |          |   |           |           |
|  |                 |                 |          |   |           |           |
|  | Tanzânia        |                 |          |   |           |           |
|  | 12 de setembro  |                 |          |   |           |           |
|  | —               | —               |          |   |           |           |
|  | —               | —               | Tanzânia | 3 |           |           |
|  | 11 de setembro  |                 | Tanzânia | 3 |           |           |
|  |                 | Burundi         | 1        |   |           |           |
|  | Mali            | Burundi         | 1        | 0 |           |           |
|  | Mali            |                 |          | 0 |           |           |
|  | Burundi         | 3               |          |   |           |           |
|  | Burundi         | 3               |          |   |           |           |

#### 9º – 15º lugar
| Data  | Hora  |         | Placar |          | Set 1 | Set 2 | Set 3 | Set 4 | Set 5 | Total | Relatório |
| ----- | ----- | ------- | ------ | -------- | ----- | ----- | ----- | ----- | ----- | ----- | --------- |
| 9 set | 13:00 | Senegal | 3–0    | Burundi  | 25–19 | 27–25 | 25–23 |       |       | 77–67 | Relatório |
| 9 set | 15:00 | Gana    | 3–1    | Tanzânia | 19–25 | 25–20 | 25–16 | 25–12 |       | 94–73 | Relatório |
| 9 set | 17:00 | Mali    | 0–3    | Quênia   | 24–26 | 15–25 | 23–25 |       |       | 62–76 | Relatório |

#### 13º – 15º lugar
| Data   | Hora  |      | Placar |         | Set 1 | Set 2 | Set 3 | Set 4 | Set 5 | Total | Relatório |
| ------ | ----- | ---- | ------ | ------- | ----- | ----- | ----- | ----- | ----- | ----- | --------- |
| 11 set | 15:00 | Mali | 0–3    | Burundi | 28–30 | 19–25 | 19–25 |       |       | 66–80 | Relatório |

#### 9º – 12º lugar
| Data   | Hora  |        | Placar |         | Set 1 | Set 2 | Set 3 | Set 4 | Set 5 | Total  | Relatório |
| ------ | ----- | ------ | ------ | ------- | ----- | ----- | ----- | ----- | ----- | ------ | --------- |
| 11 set | 15:00 | Gana   | 3–2    | Gâmbia  | 25–16 | 19–25 | 21–25 | 25–16 | 15–10 | 105–92 | Relatório |
| 11 set | 17:00 | Quênia | 3–0    | Senegal | 25–14 | 25–18 | 25–23 |       |       | 75–55  | Relatório |

#### 13º lugar
| Data   | Hora  |          | Placar |         | Set 1 | Set 2 | Set 3 | Set 4 | Set 5 | Total | Relatório |
| ------ | ----- | -------- | ------ | ------- | ----- | ----- | ----- | ----- | ----- | ----- | --------- |
| 12 set | 15:00 | Tanzânia | 3–1    | Burundi | 25–20 | 22–25 | 25–20 | 25–16 |       | 97–81 | Relatório |

#### 11º lugar
| Data   | Hora  |        | Placar |         | Set 1 | Set 2 | Set 3 | Set 4 | Set 5 | Total | Relatório |
| ------ | ----- | ------ | ------ | ------- | ----- | ----- | ----- | ----- | ----- | ----- | --------- |
| 12 set | 17:00 | Gâmbia | 0–3    | Senegal | 20–25 | 21–25 | 23–25 |       |       | 64–75 | Relatório |

#### 9º lugar
| Data   | Hora  |      | Placar |        | Set 1 | Set 2 | Set 3 | Set 4 | Set 5 | Total   | Relatório |
| ------ | ----- | ---- | ------ | ------ | ----- | ----- | ----- | ----- | ----- | ------- | --------- |
| 12 set | 13:00 | Gana | 3–2    | Quênia | 19–25 | 21–25 | 25–18 | 32–30 | 14–16 | 111–114 | Relatório |

### 5º – 8º lugar
|  | 5º – 8º lugar  | 5º – 8º lugar |                |   | 5º lugar | 5º lugar |
|  |                |               |                |   |          |          |
|  | 11 de setembro |               |                |   |          |          |
|  |                |               |                |   |          |          |
|  | Ruanda         | 3             |                |   |          |          |
|  | Ruanda         | 3             | 12 de setembro |   |          |          |
|  | Chade          | 0             |                |   |          |          |
|  | Chade          | 0             | Ruanda         | 0 |          |          |
|  | 11 de setembro |               | Ruanda         | 0 |          |          |
|  |                | Tunísia       | 3              |   |          |          |
|  | Marrocos       | Tunísia       | 3              | 0 |          |          |
|  | Marrocos       |               |                | 0 |          |          |
|  | Tunísia        | 3             |                |   |          |          |
|  | Tunísia        | 3             | 7º lugar       |   |          |          |
|  |                |               |                |   |          |          |
|  | 12 de setembro |               |                |   |          |          |
|  |                |               |                |   |          |          |
|  | Chade          | 3             |                |   |          |          |
|  | Chade          | 3             |                |   |          |          |
|  | Marrocos       | 0             |                |   |          |          |

#### 5º – 8º lugar
| Data   | Hora  |          | Placar |         | Set 1 | Set 2 | Set 3 | Set 4 | Set 5 | Total | Relatório |
| ------ | ----- | -------- | ------ | ------- | ----- | ----- | ----- | ----- | ----- | ----- | --------- |
| 11 set | 13:00 | Ruanda   | 3–0    | Chade   | 25–21 | 25–18 | 25–20 |       |       | 75–59 | Relatório |
| 11 set | 15:00 | Marrocos | 0–3    | Tunísia | 19–25 | 15–25 | 20–25 |       |       | 54–75 | Relatório |

#### 7º lugar
| Data   | Hora  |       | Placar |          | Set 1 | Set 2 | Set 3 | Set 4 | Set 5 | Total | Relatório |
| ------ | ----- | ----- | ------ | -------- | ----- | ----- | ----- | ----- | ----- | ----- | --------- |
| 12 set | 15:00 | Chade | 3–0    | Marrocos | 25–0  | 25–0  | 25–0  |       |       | 75–0  | Relatório |

#### 5º lugar
| Data   | Hora  |        | Placar |         | Set 1 | Set 2 | Set 3 | Set 4 | Set 5 | Total | Relatório |
| ------ | ----- | ------ | ------ | ------- | ----- | ----- | ----- | ----- | ----- | ----- | --------- |
| 12 set | 15:00 | Ruanda | 0–3    | Tunísia | 17–25 | 18–25 | 21–25 |       |       | 56–75 | Relatório |

### Chaveamento final
|  | Oitavas de final | Oitavas de final |                |   | Quartas de final | Quartas de final |                |                | Semifinais | Semifinais |  |  | Final | Final |
|  |                  |                  |                |   |                  |                  |                |                |            |            |  |  |       |       |
|  | 8 de setembro    |                  |                |   |                  |                  |                |                |            |            |  |  |       |       |
|  |                  |                  |                |   |                  |                  |                |                |            |            |  |  |       |       |
|  | Argélia          | 3                |                |   |                  |                  |                |                |            |            |  |  |       |       |
|  | Argélia          | 3                | 9 de setembro  |   |                  |                  |                |                |            |            |  |  |       |       |
|  | Gana             | 0                |                |   |                  |                  |                |                |            |            |  |  |       |       |
|  | Gana             | 0                | Argélia        | 3 |                  |                  |                |                |            |            |  |  |       |       |
|  | 8 de setembro    |                  | Argélia        | 3 |                  |                  |                |                |            |            |  |  |       |       |
|  |                  | Ruanda           | 0              |   |                  |                  |                |                |            |            |  |  |       |       |
|  | Ruanda           | Ruanda           | 0              | 3 |                  |                  |                |                |            |            |  |  |       |       |
|  | Ruanda           |                  | 11 de setembro | 3 |                  |                  |                |                |            |            |  |  |       |       |
|  | Tanzânia         | 1                |                |   |                  |                  |                |                |            |            |  |  |       |       |
|  | Tanzânia         | 1                | Argélia        | 3 |                  |                  |                |                |            |            |  |  |       |       |
|  |                  |                  | Argélia        | 3 |                  |                  |                |                |            |            |  |  |       |       |
|  |                  | Líbia            | 2              |   |                  |                  |                |                |            |            |  |  |       |       |
|  | Líbia            | Líbia            | 2              |   |                  |                  |                |                |            |            |  |  |       |       |
|  | 9 de setembro    |                  |                |   |                  |                  |                |                |            |            |  |  |       |       |
|  | —                | —                |                |   |                  |                  |                |                |            |            |  |  |       |       |
|  | —                | —                | Líbia          | 3 |                  |                  |                |                |            |            |  |  |       |       |
|  | 8 de setembro    |                  | Líbia          | 3 |                  |                  |                |                |            |            |  |  |       |       |
|  |                  | Chade            | 0              |   |                  |                  |                |                |            |            |  |  |       |       |
|  | Chade            | Chade            | 0              | 3 |                  |                  |                |                |            |            |  |  |       |       |
|  | Chade            |                  | 13 de setembro | 3 |                  |                  |                |                |            |            |  |  |       |       |
|  | Gâmbia           | 1                |                |   |                  |                  |                |                |            |            |  |  |       |       |
|  | Gâmbia           | 1                | Argélia        | 1 |                  |                  |                |                |            |            |  |  |       |       |
|  | 8 de setembro    |                  | Argélia        | 1 |                  |                  |                |                |            |            |  |  |       |       |
|  |                  | Egito            | 3              |   |                  |                  |                |                |            |            |  |  |       |       |
|  | Marrocos         | Egito            | 3              | 3 |                  |                  |                |                |            |            |  |  |       |       |
|  | Marrocos         | 9 de setembro    |                | 3 |                  |                  |                |                |            |            |  |  |       |       |
|  | Mali             | 0                |                |   |                  |                  |                |                |            |            |  |  |       |       |
|  | Mali             | 0                | Marrocos       | 0 |                  |                  |                |                |            |            |  |  |       |       |
|  | 8 de setembro    |                  | Marrocos       | 0 |                  |                  |                |                |            |            |  |  |       |       |
|  |                  | Egito            | 3              |   |                  |                  |                |                |            |            |  |  |       |       |
|  | Egito            | Egito            | 3              | 3 |                  |                  |                |                |            |            |  |  |       |       |
|  | Egito            |                  | 11 de setembro | 3 |                  |                  |                |                |            |            |  |  |       |       |
|  | Quênia           | 0                |                |   |                  |                  |                |                |            |            |  |  |       |       |
|  | Quênia           | 0                | Egito          | 3 |                  |                  |                |                |            |            |  |  |       |       |
|  | 8 de setembro    |                  | Egito          | 3 |                  |                  |                |                |            |            |  |  |       |       |
|  |                  | Camarões         | 1              |   | Terceiro lugar   | Terceiro lugar   |                |                |            |            |  |  |       |       |
|  | Tunísia          | Camarões         | 1              | 3 | Terceiro lugar   | Terceiro lugar   |                |                |            |            |  |  |       |       |
|  | Tunísia          | 9 de setembro    | 9 de setembro  | 3 |                  |                  | 13 de setembro | 13 de setembro |            |            |  |  |       |       |
|  | Senegal          | 9 de setembro    | 9 de setembro  | 0 |                  |                  | 13 de setembro | 13 de setembro |            |            |  |  |       |       |
|  | Senegal          | Tunísia          | 1              | 0 | Líbia            | 3                |                |                |            |            |  |  |       |       |
|  | 8 de setembro    | Tunísia          | 1              |   | Líbia            | 3                |                |                |            |            |  |  |       |       |
|  |                  | Camarões         | 3              |   | Camarões         | 1                |                |                |            |            |  |  |       |       |
|  | Camarões         | Camarões         | 3              | 3 | Camarões         | 1                |                |                |            |            |  |  |       |       |
|  | Camarões         |                  |                | 3 |                  |                  |                |                |            |            |  |  |       |       |
|  | Burundi          | 0                |                |   |                  |                  |                |                |            |            |  |  |       |       |
|  | Burundi          | 0                |                |   |                  |                  |                |                |            |            |  |  |       |       |

#### Oitavas de final
| Data  | Hora  |          | Placar |          | Set 1 | Set 2 | Set 3 | Set 4 | Set 5 | Total  | Relatório |
| ----- | ----- | -------- | ------ | -------- | ----- | ----- | ----- | ----- | ----- | ------ | --------- |
| 8 set | 13:00 | Ruanda   | 3–1    | Tanzânia | 25–22 | 27–29 | 25–21 | 25–12 |       | 102–84 | Relatório |
| 8 set | 13:00 | Camarões | 3–0    | Burundi  | 25–14 | 25–14 | 25–13 |       |       | 75–41  | Relatório |
| 8 set | 15:00 | Tunísia  | 3–0    | Senegal  | 25–10 | 25–13 | 25–18 |       |       | 75–41  | Relatório |
| 8 set | 15:00 | Chade    | 3–1    | Gâmbia   | 24–26 | 25–12 | 25–22 | 25–16 |       | 99–76  | Relatório |
| 8 set | 17:00 | Marrocos | 3–0    | Mali     | 25–14 | 25–10 | 25–15 |       |       | 75–39  | Relatório |
| 8 set | 17:00 | Argélia  | 3–0    | Gana     | 25–22 | 25–21 | 25–20 |       |       | 75–63  | Relatório |
| 8 set | 19:00 | Egito    | 3–0    | Quênia   | 25–22 | 25–21 | 25-20 |       |       | 75–43  | Relatório |

#### Quartas de final
| Data  | Hora  |          | Placar |          | Set 1 | Set 2 | Set 3 | Set 4 | Set 5 | Total | Relatório |
| ----- | ----- | -------- | ------ | -------- | ----- | ----- | ----- | ----- | ----- | ----- | --------- |
| 9 set | 15:00 | Argélia  | 3–0    | Ruanda   | 25–18 | 27–25 | 25–16 |       |       | 77–59 | Relatório |
| 9 set | 17:00 | Tunísia  | 1–3    | Camarões | 25–22 | 20–25 | 25–27 | 17–25 |       | 87–99 | Relatório |
| 9 set | 19:00 | Marrocos | 0–3    | Egito    | 19–25 | 23–25 | 18–25 |       |       | 60–75 | Relatório |
| 9 set | 20:00 | Líbia    | 3–0    | Chade    | 25–20 | 26–24 | 25–17 |       |       | 76–61 | Relatório |

#### Semifinais
| Data   | Hora  |         | Placar |          | Set 1 | Set 2 | Set 3 | Set 4 | Set 5 | Total   | Relatório |
| ------ | ----- | ------- | ------ | -------- | ----- | ----- | ----- | ----- | ----- | ------- | --------- |
| 11 set | 17:00 | Argélia | 3–2    | Líbia    | 18–25 | 25–15 | 33–35 | 25–22 | 15–11 | 116–108 | Relatório |
| 11 set | 19:00 | Egito   | 3–1    | Camarões | 25–13 | 25–23 | 20–25 | 29–27 |       | 99–88   | Relatório |

#### Terceiro lugar
| Data   | Hora  |       | Placar |          | Set 1 | Set 2 | Set 3 | Set 4 | Set 5 | Total | Relatório |
| ------ | ----- | ----- | ------ | -------- | ----- | ----- | ----- | ----- | ----- | ----- | --------- |
| 13 set | 16:00 | Líbia | 3–1    | Camarões | 22–25 | 25–22 | 25–23 | 25–15 |       | 97–85 | Relatório |

#### Final
| Data   | Hora  |         | Placar |       | Set 1 | Set 2 | Set 3 | Set 4 | Set 5 | Total | Relatório |
| ------ | ----- | ------- | ------ | ----- | ----- | ----- | ----- | ----- | ----- | ----- | --------- |
| 13 set | 19:00 | Argélia | 1–3    | Egito | 22–25 | 18–25 | 25–20 | 22–25 |       | 87–95 | Relatório |

## Classificação final
| Pos            | Equipe   |
| -------------- | -------- |
| Campeão        | Egito    |
| Vice-campeão   | Argélia  |
| Terceiro lugar | Líbia    |
| 4              | Camarões |
| 5              | Tunísia  |
| 6              | Ruanda   |
| 7              | Chade    |
| 8              | Marrocos |
| 9              | Quênia   |
| 10             | Gana     |
| 11             | Senegal  |
| 12             | Gâmbia   |
| 13             | Tanzânia |
| 14             | Burundi  |
| 15             | Mali     |

|  | Classificado para o Campeonato Mundial de 2025 |

## Premiações
| Campeonato Africano de 2023 |
| Egito                       |
| --------------------------- |
| Egito Campeão (9.º título)  |

### Individuais
Os atletas que se destacaram individualmente foramː
| - Most Valuable Player (MVP) Hossam Abdalla - Melhor levantador Hossam Abdalla - Melhores ponteiros Ahmed Shafik Soufiane Hosni | - Melhores centrais Sem Dolégombaï Abdelrahman Seoudy - Melhor oposto Ahmed Ikhbayri - Melhor líbero Ilyas Achouri |